# 江守一郎
江守 一郎（えもり いちろう、1924年5月12日 - 1996年12月30日）は日本の技術者、工学者。交通工学・模型実験などの研究を行っていた。東京都出身。模型実験、交通事故鑑定人の第一人者とされる。
監修・参考資料提供を務めた漫画「交通事故鑑定人 環倫一郎」の主人公である環倫一郎のモデルとなっており、作品で取り上げた事件は江守が解決した事件である。

## 経歴
1949年に東京大学工学部機械工学科を卒業後、ミシガン大学に留学。無一文であったため肉体労働をしながら大学に通い、1952年にミシガン大学機械工学科、理論工学科を修了する。
しかし留学した3年間というブランクがあったため社会から相手にされずブラジルの永住許可を取り日本を離れる。しかしミシガン大学で助教授をしていた友人にゼネラルモーターズ（以下GM）中央研究所の見学に誘われ参加。そのとき紹介された開発部長に遊星歯車の研究をしていたことから興味を持たれGMへの就職を勧められる。
人事課が永住ビザの取得を移民局と交渉し、ビザを取得そのことに恩義を感じGMに就職し、オートマチックトランスミッションやトルクコンバーターの開発に携わる。
1961年にGMはアポロ計画に参加、江守は月面の土質を測定する機械の設計に参加する。
トヨタ自動車工業技術顧問、IBMシステム開発部信頼性管理主任技師を経てカリフォルニア大学ロサンゼルス校工学部の助教授に就任。自動車事故、交通安全研究を進める。
日本に帰国し1972年から成蹊大学工学部の教授に就任、交通事故鑑定を導入する。教え子としては斎藤孝三（ケンタッキー大学工学部教授・工学技術研究所所長）などがいる。1989年に成蹊大学名誉教授となる。
1996年12月30日、心筋梗塞のため死去。

## 著書

### 単著
- 模型からの発想:新技術に挑むスピリット（1980年、講談社ブルーバックス）
- ゼロ秒の死角（1984年、講談社）
- 模型実験の理論と応用 （1985年2版、技報堂出版）
- 実用 自動車事故工学 （1985年、技術書院）
- 機械のはなし （1986年、技報堂出版）
- 交通裁判の科学 （1987年、中公文庫）
- 交通裁判のミステリ （1988年、中公文庫）
- 新版 自動車事故工学 （1993年、技術書院）
- 交通事故のミステリー （1994年、NHK出版 2004年再版、朝日文庫）

### 共著
- 模型実験の理論と応用 （1973年初版、DJ・シェーリング、技報堂出版）
- 交通事故鑑定人の証言 一瞬の死角（1996年、河島康子、JAF出版社）
- 模型実験の理論と応用 （2000年3版、斎藤孝三・関本孝三、技報堂出版）

## 論文
- 回転速度変動の無接触測定装置 江守一郎、横山茂士、斎藤治彦 生産研究 17(12) 1965-12-01, 319-325
- ターボ式流体伝動装置の非定常特性 石原智男、江守一郎 日本機械学會論文集 32(235) 1966-03-25, 495-502
- 鉄道車両火災の模型実験と相似則 斎藤孝三、江守一郎 日本機械学會論文集B編 46(407) 1980-07-25, 1348-1354
- これからの機械技術者とその育成 江守一郎、佐々木定道、佐藤幸雄、中田孝、吉谷豊、岡村健二郎 日本機械学會誌 83(734) 1980-01-05, 105-115
- 火災における相似模型:第1報,定在火災に関する相似則 斎藤孝三、江守一郎 日本機械学會論文集B編 51(466) 1985-06-25, 1892-1898
- 相似模型と設計 江守一郎 日本機械学會誌 91(833) 1988-04-05, 303-307
- 相似模型と機械工学:似せる 江守一郎 日本機械学會誌 92(842) 1989-01-05, 3-7
- これからの設計(<特集>設計論特集号)  江守一郎 日本機械学會誌 84(749) 1981-04-05, 317-321
- 相似模型入門(<小特集>相似模型を利用した技術開発小特集号) 江守一郎 日本機械学會誌 83(735) 1980-02-05, 181-186
- アメリカにおける技術者の生活と待遇 江守一郎 日本機械学會誌 82(728) 1979-07-05, 689-692
- 「相似模型を利用した技術開発」小特集号発刊に際して(<小特集>相似模型を利用した技術開発小特集号) 江守一郎 日本機械学會誌 83(735) 1980-02-05, 180
- エンジニアリングスピリットの提唱 江守一郎 土と基礎 31(11) 1983-11-25, 1-3
- ビル火災時に火災階廊下で生じる気流伝播の模型実験と相似則 江守一郎 日本火災学会論文集 29(2) 1979-12, 41-49
- 振動公害対策の模型実験 内田隆、江守 一郎 成蹊大学工学部工学報告  (22) 1976-09, 1553-1559
- 船舶衝突事故の模型による解析 江守一郎、石坂啓一 成蹊大学工学部工学報告 (27) 1979-03, 1885-1894
- 火災における相似模型-1-定在火災に関する相似則 江守一郎、斎藤孝三 日本機械学会論文集B編 51(466) 1985-06, 1892-1898
- 鉄道車両火災の模型実験と相似則 斎藤孝三、江守一郎 日本機械学会論文集B編 46(407) 1980-7, 1348-354
- クリブ燃焼に関する相似則 斎藤孝三、江守一郎 安全工学 18(2) 1979-04, 73-76
- 交通事故の解析 江守一郎 安全工学 19(5) 1980-10, 295-297
- ケース・スタディ 原付も時には加害者になる 江守一郎 人と車 32(11) 1996-11, 18-20
- <特別企画>私と車--交通安全におけるエンジニアリング スピリット 江守一郎 人と車 32(7) 1996-07, 4-17
- 工学的鑑定と賠償医学--法医工学のすすめ (賠償医学を巡る諸問題--交通事故を中心として<特集>) 江守一郎 自由と正義 40(9) 1989-09 23-30
- 低速におけるトラックの横転危険性 江守一郎 安全工学 24(5) 1985-10 277-282
- 大型化するトラックの安全性 江守一郎 運輸と経済 44(10) 1984-10 75-81
- 相似模型は語る (「油圧と空気圧」緑陰特集号) 江守一郎 油圧と空気圧 15(5) 1984-8 374-379
- ケース・スタディ 便利な乗物原付の危険性 (特集/起こしやすい事故の類型と安全指導のポイント) 江守一郎 人と車 32(10) 1996-10 16-18
- 相似模型と設計 (デザインテクノロジー"Design Technology"<特集>) 江守一郎 日本機械学会誌 91(833) 1988-04 303-307
- 最近の模型実験 江守一郎 自動車技術 36(4) 1982-04 371-377
- ケース・スタディ 人間の健康診断も車検のうち 江守一郎 人と車 33(1) 1997-01 26-28
- 研究開発の施設と組織についての考え方 江守一郎 自動車技術 29(5) 1975-05 374-380
- 運転者の気を散らすもの 江守一郎 人と車 32(12) 1996-12 24-26
- 見込み発進 かけ込み通過(ケース・スタディ) 江守一郎 人と車 32(9) 1996-09 14-16
- 交通安全対策の学際性 江守一郎 高速道路と自動車 19(7) 1976-07 11-14
- 謎の低速トラック横転事故 江守一郎 トランスポート 33(3) 1983-03 18-21
- 安全自動車に関する設計資料を得るための事故再現 江守一郎 成蹊大学工学部工学報告 (18) 1974-11 1345-1357
- 設計に役立つQC手法-7-模型実験(設計のページ) 江守一郎 品質管理 32(9) 1981-09 1219-1225
- 難しいむち打ち事故(ケース・スタディ) 江守一郎 人と車 32(8) 1986-08 16-18

### 博士論文
- ターボ式流体伝動装置の非定常特性に関する研究（東京大学、昭和41年5月19日[11]）